# 村田蓮爾
村田蓮爾（1968年10月2日—），是日本的插畫家兼設計師。出身於大阪府。
其作品喜歡強調復古的質感和設計，尤其偏愛裝飾藝術時期的風格。人物方面，最常描繪的則是短髮美少女和苦澀的中年男子。

## 概要
由於他對古董車相當著迷（尤其是1920-30的古董車），在大學時就讀大阪藝術大學藝術學院設計系工業設計組（現為商品設計組）。不過因為現代汽車設計並不講究復古造型，讓他感到自己無法發揮自己的長處，所以中途輟學放棄。之後經由友人的邀請，前往遊戲公司ATLUS打工。初期擔任點陣圖的點圖美工，後來因大型電玩「豪血寺一族」的宣傳插畫受到注意，自此開始從事插畫工作。
他以WANI MAGAZINE公司（ワニマガジン社）的漫畫雜誌《快樂天》封面為首，漸漸改以插畫工作為重。之後離開亞特拉斯，成為自由插畫家。並且跨足動畫視覺概念、遊戲角色設定等等不同的創作類型。村田的插畫相當講究物品的質感，還有角色衣著和裝飾品的設計，透過這些細節呈現出他的個人特色。雖然他喜歡描繪美少女和中年俊男，但是卻讓人感覺插畫並非完全以人物為主，在他的插畫中，物品的存在感相當強烈，甚至比角色更搶眼。也因為如此，村田的上色並不強調戲劇性的光線和構圖，往往採用水平視角的構圖，利於呈現人與物的關係，看起來更接近棚內的商業廣告攝影。此外，他個人偏愛的古典設計和裝飾藝術風格（Art Deco），也影響了他作品中的復古情調和設計方向。
因為對設計裝幀的興趣，他也開始參與同人活動，發表自己的刊物和作品。除了書籍之外，他以個人社團PASTA'S ESTAB的名義，製造了ROADSTAR模型車、年曆框、還有雨傘折疊杖trinod三種實體商品。2001年，村田蓮爾受邀和神戶市政府、神戶時尚美術館合作代言「Fa宣言」。由於他插畫作品中的質感描寫，還有強烈的設計感受性，實體藝廊GoFa自此替他設立個人品牌「rm」，從手錶、大衣、背包、鞋子、腳踏車……一一把設計實體化，跨足更寬廣的時尚領域。

## 作品一覽

### 書籍
- LIKE A BALANCE LIFE －第一画集（1997年）
- FLAT －村田蓮爾企画編集全彩漫畫（1999年）
- LIKE A BALANCE LIFE 0.5 －第一画集の廉価版（2000年）
- futurhythm －第二画集（2003年）
- re futurhythm －第二画集の廉価版（2004年）
- fa documenta 村田蓮爾 -001+002 collection catalogue- －fa系列の解説・資料集（2004年）
- rule －fa系列の解説・資料集（2004年）
- formcode －第三画集（2006年）
- robot（Vol.1～10）－村田蓮爾責任編集全彩漫畫（2004年－）

### 插圖
- 快楽天（1994年／漫画エロトピア9月8日増刊号－2003年5月号）－封面
  - 快楽天（1995年／漫画エロトピア7月13日増刊号－2003年5月号）－AFTER SERVICE 刊載
  - 快楽天（2003年6月号-）－futuregraph 連載中
- ウルトラジャンプ －封面、Pinup
- マリオン&Co. 黄金郷（エルドラード）に手を出すな（小説）－封面、挿絵
- 作者消失（小説）－挿絵
- 季刊コミッカーズ（1999年7月号－2002年5月号）－封面、Pinup
- 季刊エス（2003年冬号／No.1-）－4D STYLE 連載中
- 導きの星（目覚めの大地／争いの地平／災いの空／出会いの銀河）（小説）－封面
- 紳士遊戯（小説）－封面
- 贋作遊戯（小説）－封面
- タラ・ダンカン（若き魔術師たち／呪われた禁書／魔法の王杖）（児童書）－封面

### 遊戲
- 豪血寺一族 - 插圖、人物設計
- 豪血寺一族2 - 插圖、人物設計
- GROOVE ON FIGHT - 插圖、人物設計
- バッケンローダー
- 対戦ホットギミック 快楽天 - 吉祥物設計
- エターナルチェイン ※開発中止
- 新豪血寺一族 闘婚 ～Matrimelee～
- スパイフィクション

### 動畫
- 青の6号（OVA）- 人物設計
- 最後流亡 - 人物設計原案／圖像概念
- マルドゥック・スクランブル（OVA）※製作中止
- 曙光少女 - 構思設計原案：羅絲摩托車設計
- 香格里拉 - 動畫原案

### 商品
- POSTMAN BAG - 原創設計肩包／MODEL A & B（2002年）、BIG & SMALL（2006年）
- fa RANGE MURATA COLLECTION 系列- 原創設計の衣服、肩包、表、太陽眼鏡、錢包、長筒皮靴等
- PSE SOLID COLLECTION（Ver.1.0/1.5/2.0/3.0）- 模型
- robot figure collection（Ver.1）- 模型
- ピンキーストリート rm:Pinky　rmp001.なづな、rmp002.まゆら、rmp003.カイネ　-　模型
- TT-BUTTEFULY（1/10比例PVC塗裝完成品）- 模型
- PSE PRODUCTS #01～#06 - 模型（Limited Ver.有）

### 同人誌
- 楽天
- 天頂
- 不束
- DEFORMER LARGO
- RACTEN 1826 THIRD EDITION
- WILD FROWERS
- LIFE LIKE BIEW（Aug,1996 Collection）
- 1997 CALENDAR !
- CONCURRENCE
- MARION AND COMPANY SPECIAL REMIX 1997
- THE MISSING SPECIAL REMIX 1998 SUMMER 1998 COLLECTION
- 天頂（TENPAO SECOND EDITION）
- 1999 CALENDAR
- PSE COLLECTION POSTER SUMMER 1999
- 2000 CALENDAR
- 不束（FUTSUTSUKA 3rd Edition）
- Fault Lines
- PSE 2001 calendar
- PSE additional card package u.s.limited version・・・sample
- azure（Blue Submarine No.6 Character filegraphy）
- PSE additional card package version A（2001・・・2002）
- PSE PERPETUAL CALENDAR
- PSE Products No.03 Mobile Walet Cord
- PSE Products No.04 Rocketstar Type 1959
- SPHERES（LAST EXILE 1st character filegraphy）
- SPHERES（LAST EXILE 2nd character filegraphy）
- SPHERES+（LAST EXILE character filegraphy plus）
- SPHERES Pre ++（LAST EXILE character filegraphy pre ++）
- SPHERES++（LAST EXILE character filegraphy plus plus）
- synchrotone
- An Another Thing & PSE SOLID COLLECTION PSE17（PASTA'S ESTAB.Ver）

## 其他
- 2005年日本国際博覧会 三井・東芝館『スペースチャイルドアドベンチャー・グランオデッセイ』 - 戲裝設計

### 展覧会
- バッケンローダーの世界展 - GoFa（1998年）
- FLAT'99 原画展 - 渋谷パルコ（1999年）
- ALL of FLAT'99 - GoFa（1999年）
- LIKE A BALANCE LIFE 0.5 原画展 - GoFa（2000年）
- FA宣言（パネルディスカッション）- 神戸ファッション美術館（2001年）
- fa RANGE MURATA COLLECTION 1 - GoFa（2003年）
- fa RANGE MURATA COLLECTION 2 - GoFa（2003年）
- fa RANGE MURATA COLLECTION 3 - GoFa（2004年）
- DIGITAL BEAUTY（木野下円／Autumn Whitehurst/平凡、陳淑芬／村田蓮爾 展覧会）- Compound Gallery（U.S.A）（2005年）
- fa RANGE MURATA COLLECTION 4 - GoFa（2006年）
- 村田蓮爾×robot 展 - COMITIA76（2006年）
- robot 1+2+3 art show at GoFa - GoFa（2006年）
- fa RANGE MURATA COLLECTION 5 - GoFa（2006年）
- rmp Limited shop - GoFa（2006年）

## 外部連結
- 村田蓮爾公式HP-PSEWEB- （页面存档备份，存于）（日語）